# Дудка, Николай Николаевич
Николай Николаевич Дудка (1901—1988) — старшина Рабоче-крестьянской Красной Армии, участник Великой Отечественной войны, Герой Советского Союза (1944).

## Биография

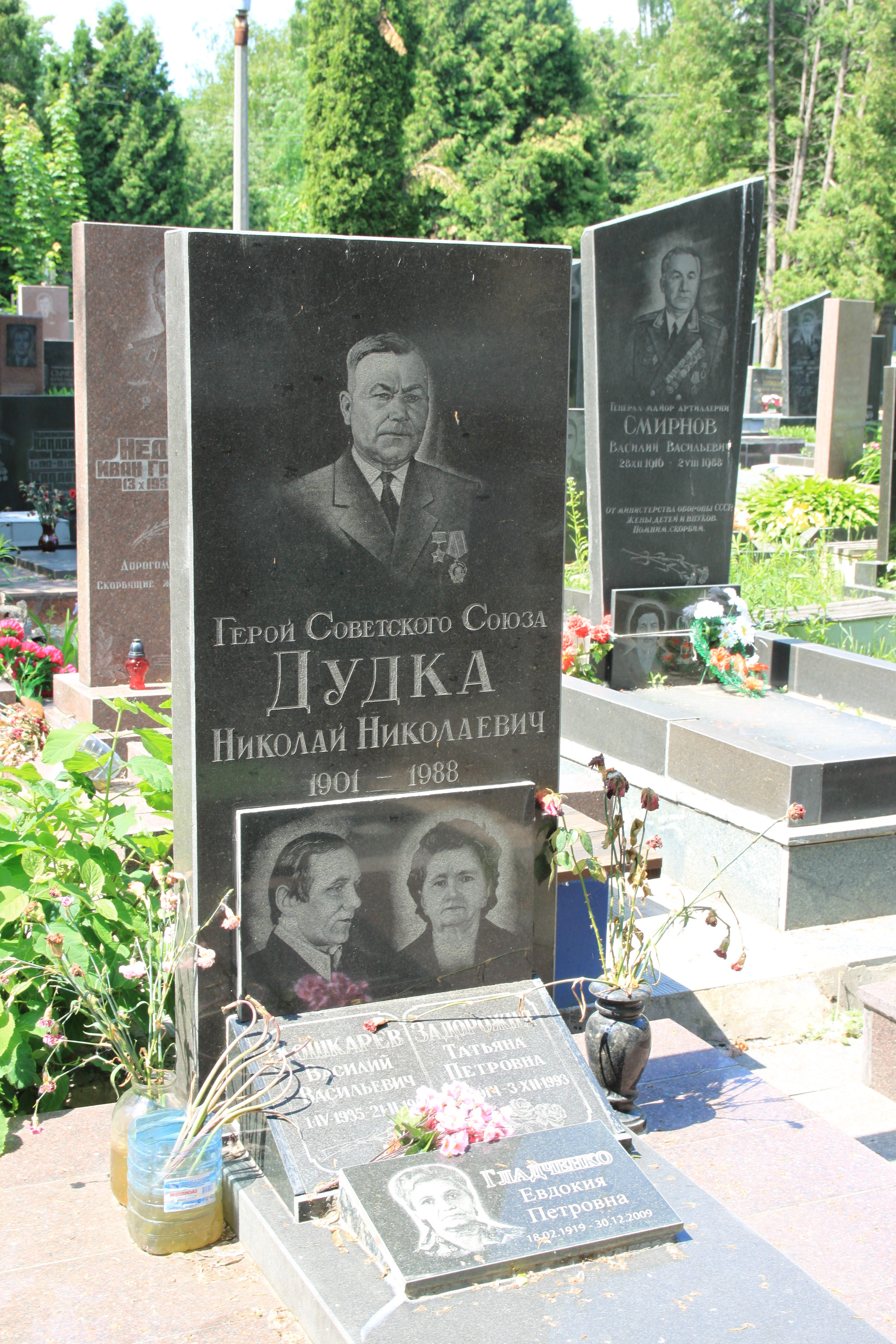
Могила Дудки на Лукьяновском военном кладбище Киева.

Николай Дудка родился 9 мая 1901 года в посёлке Ржищев (ныне — Кагарлыкский район Киевской области Украины) в рабочей семье. После окончания начальной школы работал матросом на речных судах и на спасательной станции. В 1921—1924 годах проходил службу в Рабоче-крестьянской Красной Армии. В 1941 году Дудка был повторно призван в армию. С июля того же года — на фронтах Великой Отечественной войны. Принимал участие в боях на Юго-Западном, Сталинградском, 2-м и 3-м Украинских, 2-м Белорусском фронтах. К осени 1943 года гвардии младший сержант Николай Дудка командовал отделением 2-го гвардейского отдельного моторизованного понтонно-мостового батальона 4-й понтонно-мостовой бригады 8-й гвардейской армии 3-го Украинского фронта. Отличился во время битвы за Днепр.
В период с 26 по 28 октября 1943 года Дудка совершил двадцать рейсов на понтоне, переправив на остров Хортица в полном составе стрелковое подразделение. Во время переправы у Канева, когда все понтоны были уничтожены вражеской авиацией, Дудка со своими товарищами занял оборону у горы Тараса Шевченко. В бою он первым поднялся в атаку и, несмотря на ранение, первым ворвался во вражескую траншею.
Указом Президиума Верховного Совета СССР от 22 февраля 1944 года за «мужество и героизм, проявленные при форсировании Днепра и удержании плацдарма на его правом берегу» гвардии младший сержант Николай Дудка был удостоен высокого звания Героя Советского Союза с вручением ордена Ленина и медали «Золотая Звезда» за номером 2715.
Участвовал в форсировании Вислы и Одера. В 1945 году в звании старшины Дудка был демобилизован. Проживал в Киеве, работал первым помощником капитана, капитаном пожарного судна «Бдительный» на Днепре. Умер 31 октября 1988 года, похоронен на Лукьяновском военном кладбище Киева.
Был также награждён орденом Отечественной войны 1-й степени и рядом медалей.

## Память

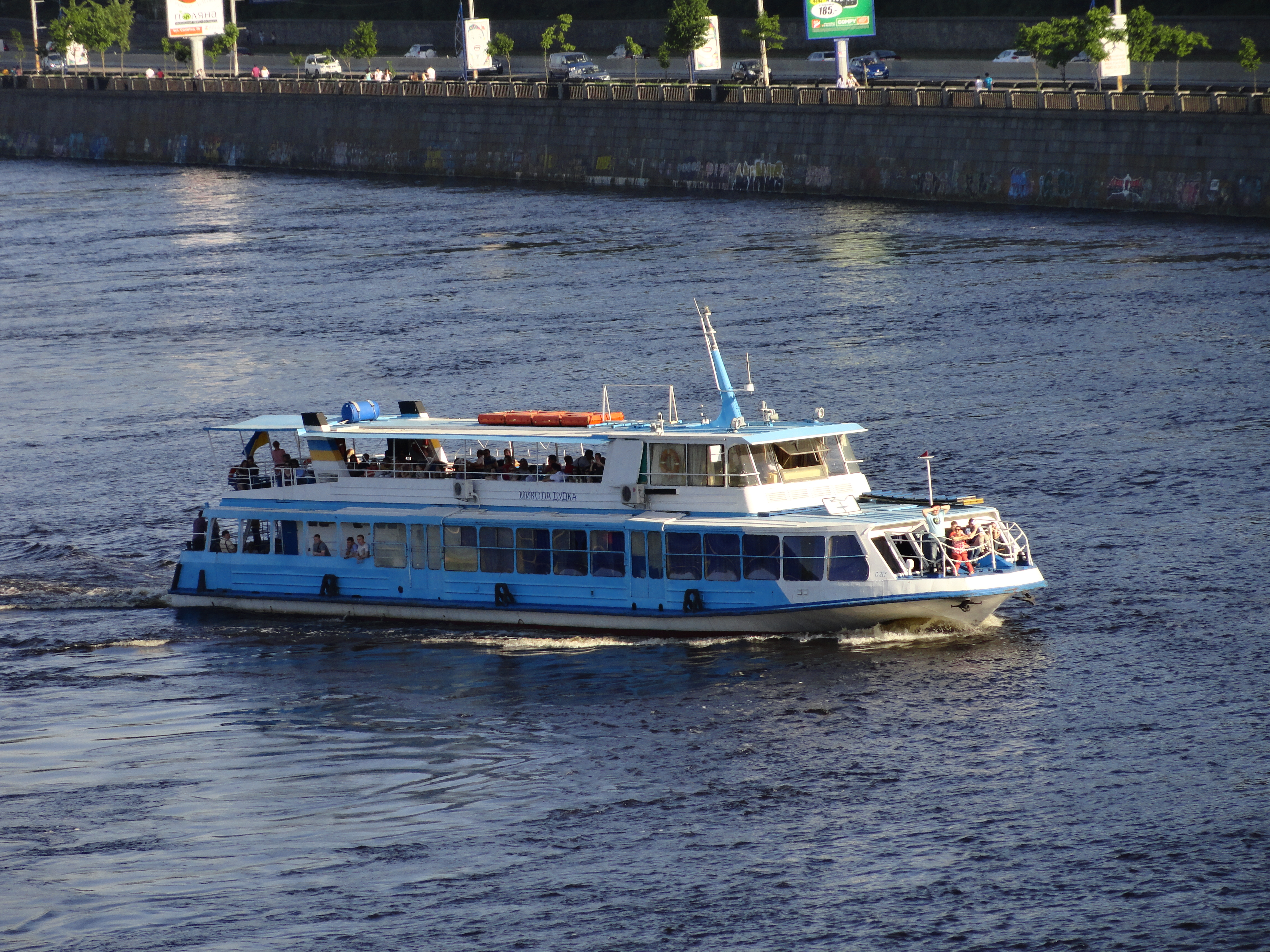
Теплоход Николай Дудка, на Днепре близ Киева.

- В честь Николая Николаевича назван теплоход типа Каштан. В период навигации на теплоходе проводятся экскурсии от Киевского Речного вокзала по Днепру.

## Комментарии
1. ↑  Ныне: город областного подчинения, Киевская область, Украина.